# Subterranean Masquerade

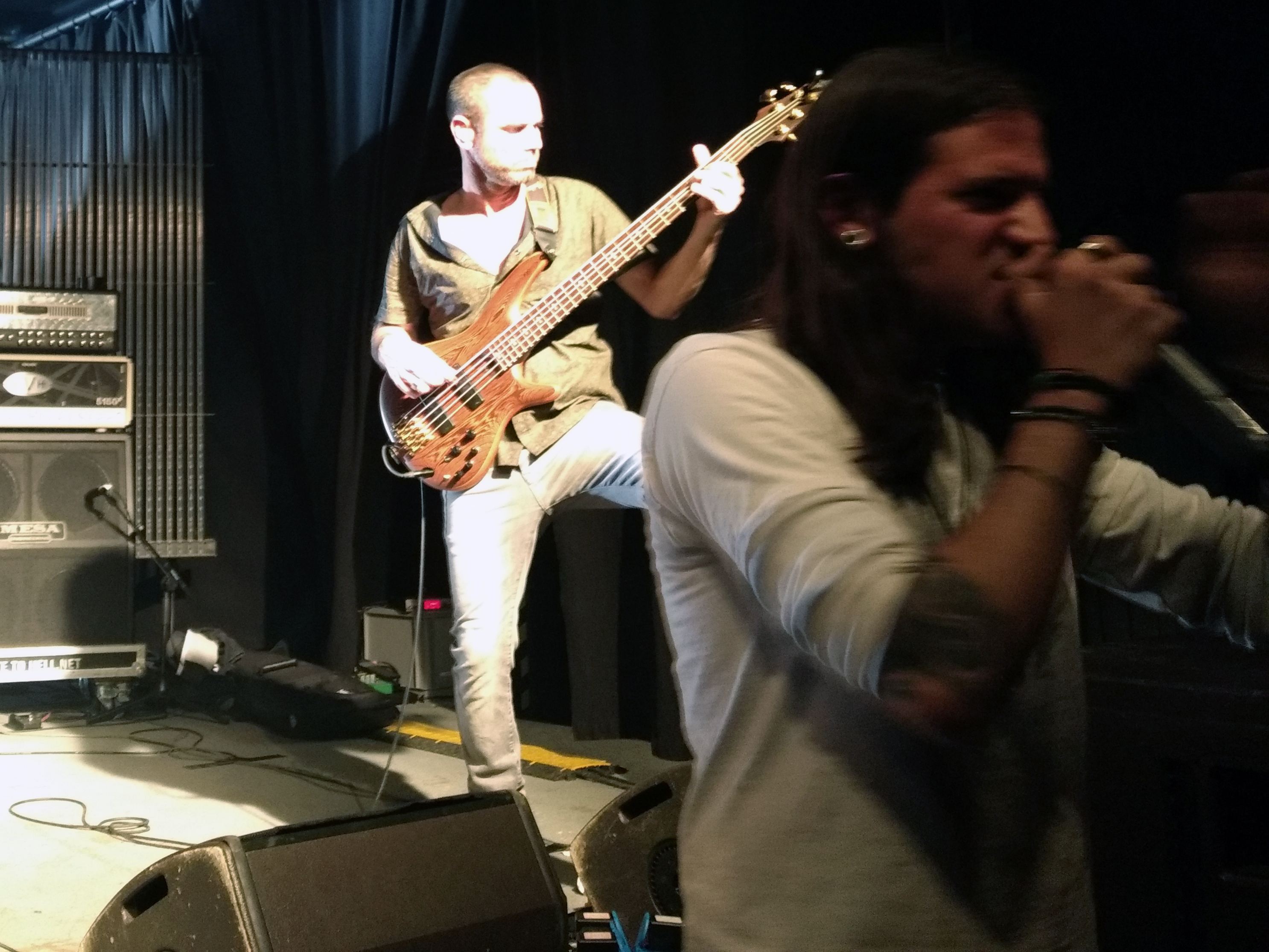
Subterranean Masquerade em ano 2018

Subterranean Masquerade é uma banda underground que mistura elementos do metal progressivo, psicodélico e até do jazz. É uma banda americana  de Nova Iorque formada em 1997 e está ativa até a presente data, em conjunto com a gravadora The End Records.
Seu primeiro trabalho foi lançado em 2004, trata-se de um EP denominado Temporary Psychotic State. Em 2005 a banda lançou o álbum Suspended Animation Dreams contendo 8 faixas de peso, dando destaque as faixas "Suspended Animation Dreams", "No Place Like Home" e "Awake".[carece de fontes?] Em 2014, este álbum foi eleito o 19.º melhor álbum de metal progressivo dos anos 2000 pelo Prog Sphere numa lista de 50 melhores. Atualmente a banda lançou um outro EP intitulado Home (2013).

## Formação Atual
| Nome          | Instrumento |
| ------------- | ----------- |
| Paul Kuhr     | Vocal       |
| Tomer Pink    | Guitarra    |
| Mike Feldman  | Baixo       |
| Matan Shmuely | Bateria     |